# 中村裕之
中村裕之（1961年2月23日—），是一位日本的政治人物，自由民主黨所屬的眾議院議員之一，在黨內派系為麻生派。

## 外部連結
- 官方网站 （日語）
- 中村裕之 公式YouTubeチャンネル（页面存档备份，存于） - Youtube
- 中村裕之的Facebook專頁
- 中村裕之的X（前Twitter）